# Šestá vláda Benjamina Netanjahua

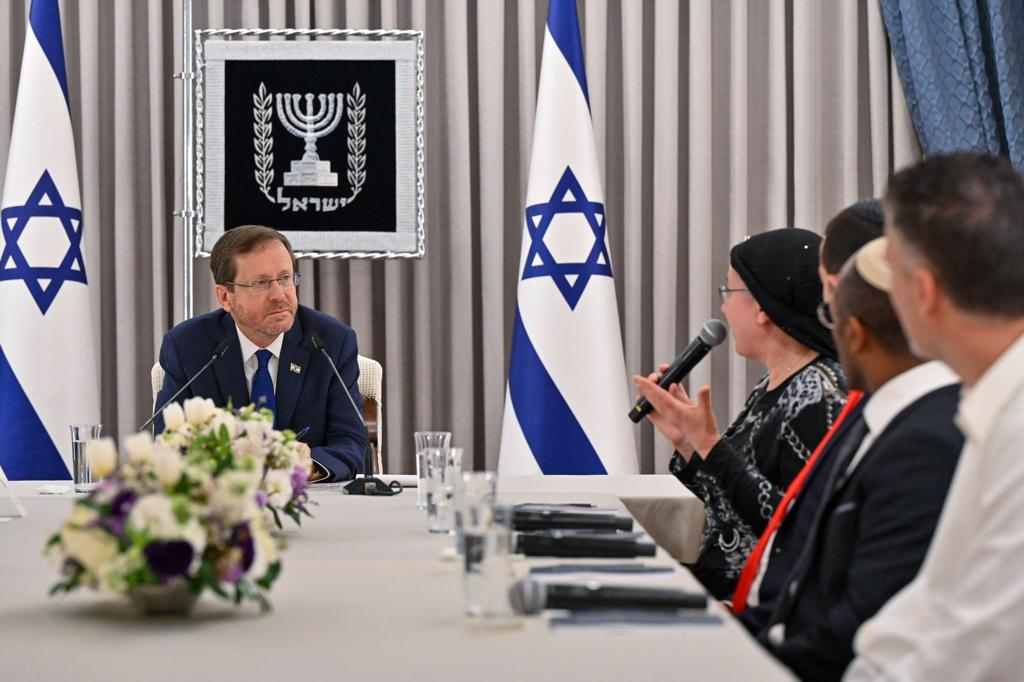
Konzultace prezidenta Herzoga s poslanci Knesetu Orit Strook, Ohadem Talem a Moše Solomonem před jmenováním kandidáta na post předsedy vlády, 10. listopadu 2022.

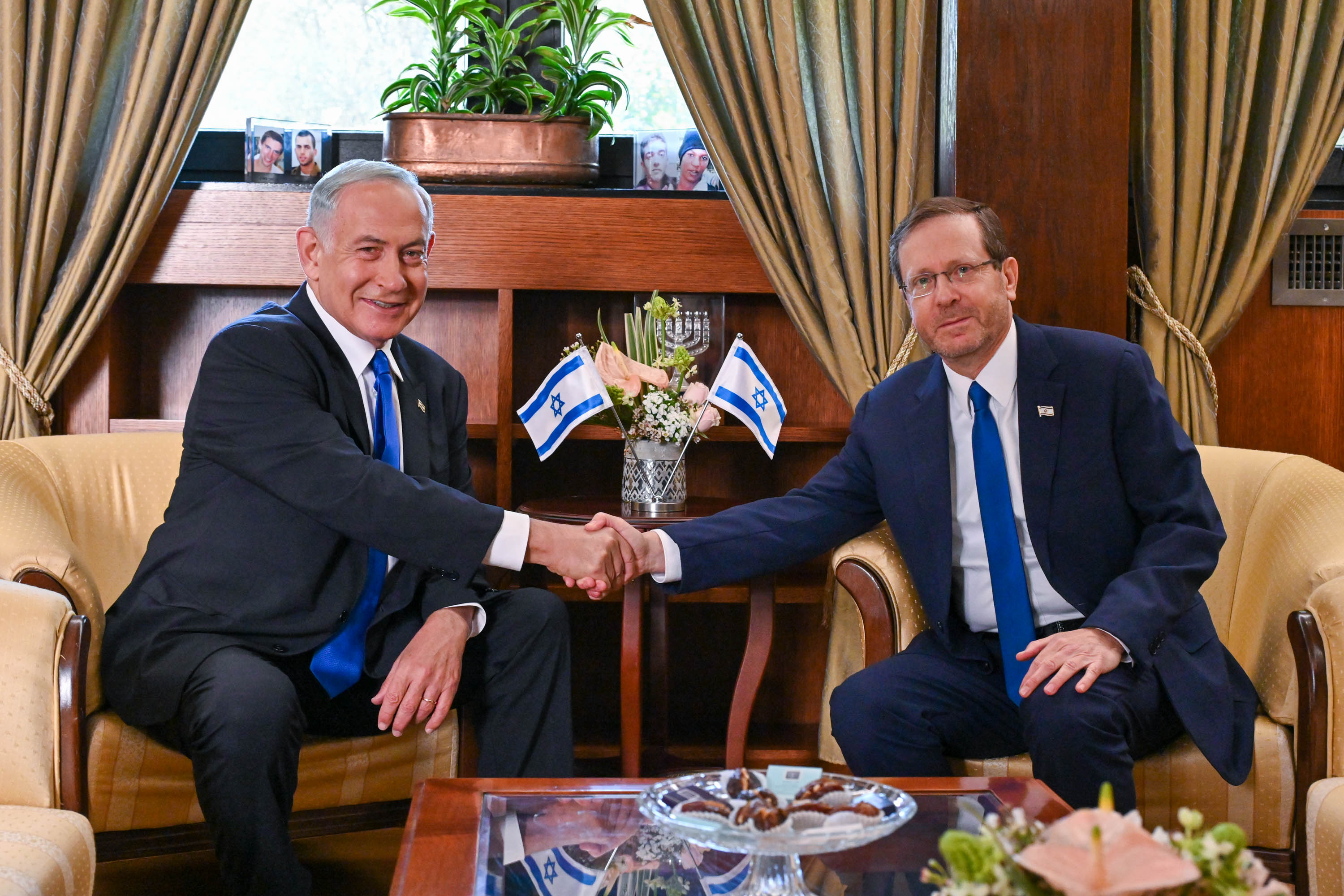
Prezident Herzog pověřuje sestavením nové vlády předsedu strany Likud Benjamina Netanjahua, 13. listopadu 2022.

Šestá vláda Benjamina Netanjahua je úřadující vláda Státu Izrael vedená Benjaminem Netanjahuem, kterou prezident republiky Jicchak Herzog jmenoval 29. prosince 2022 po listopadových volbách do Knesetu. Původně ji tvořilo šest stran: Likud, Sjednocený judaismus Tóry, Šas, Náboženský sionismus, Židovská síla a No'am. V pořadí se jedná o 37. vládu.
V průběhu vládního mandátu vypukla v říjnu 2023 válka Izraele s Hamásem a z toho důvodu byl vytvořen užší válečný kabinet, ve kterém zasedli vybraní politici Likudu a za opozici politici ze Státního tábora. Válečný kabinet se po sporech rozpadl v červnu 2024 návratem Binjamina Gance do opozice. V říjnu 2023 do vlády přibyli také dva politici za stranu Nová naděje, Gid'on Sa'ar a Jif'at Šaša-Biton coby ministři bez portfeje. Gid'on Sa'ar v březnu 2024 pohrozil, že pokud nebude jmenován do válečného kabinetu, odejde z vlády. Jmenován nebyl a proto jeho strana odešla do opozice. V září 2024, několik měsíců od rozpadu válečného kabinetu, se Sa'ar se svou stranou do vlády vrátil. V lednu 2025 koalici opustila strana Židovská síla Itamara Ben Gvira, který nesouhlasil s přijetím dohody o příměří s Hamásem. Strana se do vlády vrátila v polovině března poté, co Izrael obnovil boje v Pásmu Gazy.
Dne 15. července 2025 vládu opustila aškenázská ultraortodoxní strana Sjednocený judaismus Tóry. V březnu 2025 jediný poslanec antiLGBT strany No'am Avi Ma'oz rezignoval na svou funkci náměstka. Rezignaci odůvodnil tvrzením, že se na ministerstvech spravedlnosti a školství šíří „deep state“ klika, která v tichosti zavádí „hyperprogresivistické, antižidovské a antinárodní politiky“. V červenci 2025, po odchodu ultraortodoxní strany Sjednocený judaismus Tóry z vlády, Ma'oz uvedl, že se již nepočítá za člena vládní koalice a tím vláda ztratila většinu. Odchod z vlády oznámila také sefardská ultraortodoxní strana Šas. Současně se ale rozhodla tolerovat menšinovou vládu Netanjahua.
Během výkonu mandátu vlády byl Izraeli poprvé v historii snížen rating ve světovém indexu demokracie V-Dem. Na začátku roku 2024 se Izrael propadl z kategorie liberální demokracie do kategorie volební demokracie. Důvodem bylo zejména prosazování justiční reformy.

## Pozadí
Pravicový blok stran vedený Benjaminem Netanjahuem, v Izraeli známý jako národní tábor, získal ve volbách do Knesetu 64 ze 120 křesel, zatímco koalice vedená bývalým premiérem Ja'irem Lapidem 51 křesel. Národní tábor byl různě označován za nejpravicovější a také nejvíce náboženskou vládu v dějinách Izraele.
Krátce po volbách Lapid Netanjahuovi ustoupil, poblahopřál mu a popřál mu štěstí „v zájmu izraelského lidu“. Dne 15. listopadu se během zahajovacího zasedání konala slavnostní přísaha nově zvolených členů 25. Knesetu. Hlasování o jmenování nového předsedy Knesetu, které se obvykle provádí na zahajovacím zasedání, a přísaha členů vlády byly odloženy, protože probíhající koaliční jednání zatím nevedla k dohodě o těchto pozicích.

## Vytvoření vlády
Dne 3. listopadu 2022, po sečtení 97 % hlasů, Netanjahu řekl svému poradci Jarivu Levinovi, aby zahájil neformální koaliční rozhovory se spřátelenými stranami. Předseda strany Šas Arje Deri se 4. listopadu setkal s Jicchakem Goldknopfem, předsedou strany Sjednocený judaismus Tóry a její frakce Agudat Jisra'el. Obě strany se dohodly na spolupráci v rámci příští vlády. Degel ha-Tora, frakce Sjednoceného judaismu Tóry, 5. listopadu prohlásila, že bude trvat na svém ideologickém postoji neusilovat o žádné ministerské posty, jak jí to nařídil její duchovní vůdce, rabín Geršon Edelstein, ale bude usilovat o jiné posty, jako jsou předsedové výborů Knesetu a náměstci ministrů.
Sám Netanjahu zahájil rozhovory 6. listopadu. Nejprve se setkal s Moše Gafnim, předsedou Degel ha-Tora, a poté s Goldknopfem. Mezitím se předseda Náboženského sionismu Becal'el Smotrič a předseda její frakce Židovské síly Itamar Ben Gvir zavázali, že bez druhé frakce do koalice nevstoupí. Gafni se později se Smotričem sešel ke koaličním rozhovorům. Smotrič se se poté setkal s Netanjahuem. Dne 7. listopadu se Netanjahu setkal s Ben Gvirem, který požadoval ministerstvo vnitřní bezpečnosti s rozšířenými pravomocemi pro sebe a ministerstvo školství nebo dopravy a bezpečnosti silničního provozu pro Jicchaka Wasserlaufa. Hlavním požadavkem všech Netanjahuových spojenců bylo, aby Kneset mohl ignorovat rozhodnutí Nejvyššího soudu. Netanjahu se 8. listopadu sešel s předsedou frakce No'am a jejím jediným poslancem Knesetu Avi Ma'ozem poté, co pohrozil bojkotem koalice. Požadoval úplnou kontrolu Západní zdi charedim rabinátem a odstranění podle něj antisionistického a protižidovského obsahu ve školních učebnicích. Izraelský prezident Jicchak Herzog zahájil 9. listopadu po potvrzení výsledků voleb konzultace s předsedy všech politických stran. Během konzultací vyjádřil své výhrady k tomu, aby se Ben Gvir stal členem příští vlády. Šas se 10. listopadu sešel s Likudem ke koaličním rozhovorům. Do 11. listopadu si Netanjahu zajistil doporučení 64 poslanců Knesetu, což představovalo většinu. Mandát k sestavení třicáté sedmé vlády mu 13. listopadu udělil prezident Herzog. Židovská síla a No'am se podle předvolební dohody 20. listopadu oficiálně oddělily od Náboženského sionismu.
Židovská síla a Likud 25. listopadu podepsaly koaliční dohodu, podle níž Ben Gvir převezme nově vytvořenou funkci ministra národní bezpečnosti, jehož pravomoci budou rozsáhlejší než pravomoci ministra vnitřní bezpečnosti, včetně dohledu nad izraelskou policií a izraelskou hraniční policií na Západním břehu Jordánu, a také pravomocí střílet zloděje, kteří kradou na vojenských základnách. Jicchak Wasserlauf dostal ministerstvo pro rozvoj Negevu a Galileje s rozšířenými pravomocemi v oblasti regulace nových osad na Západním břehu Jordánu, přičemž bylo odděleno od portfolia „periferie“, které připadne Šasu. Součástí dohody je také svěření ministerstva pro kulturní dědictví Amichaji Elijahuovi a jeho oddělení od portfolia „záležitosti Jeruzaléma“, předání předsednictví Výboru pro veřejnou bezpečnost Knesetu Cvikovi Fogelovi a předsednictví Zvláštního výboru pro Izraelský občanský fond Limor Son Har-Melech, post náměstka ministra ekonomiky a průmyslu Almogu Kohenovi, zřízení národní gardy a rozšíření mobilizace záložníků v hraniční policii.
Netanjahu a Ma'oz podepsali 27. listopadu koaliční dohodu, podle níž se Ma'oz stane náměstkem ministra, povede agenturu pro židovskou identitu při úřadu předsedy vlády a bude také řídit organizaci Liškat ha-kešer, která se zabývá alijou z bývalého Sovětského svazu. Agentura pro židovskou identitu by vedle odboru ministerstva školství dohlížejícího na externí výuku a partnerství měla pravomoc nad vzdělávacím obsahem vyučovaným mimo běžné osnovy ve školách, čímž by pod ni spadaly i neoficiální organizace, které mají povolení vyučovat a přednášet na školách.
Likud podepsal 1. prosince koaliční dohodu s Náboženským sionismem. Podle dohody by měl Smotrič zastávat funkci ministra financí střídavě s Arje Derim. Součástí dohody je také přidělení postu ministra absorpce imigrantů Ofiru Soferovi, nově vytvořeného postu ministra pro národní mise Orit Strook a předsednictví Výboru pro ústavu, právo a spravedlnost Knesetu Simchu Rothmanovi.
Likud a Sjednocený judaismus Tóry podepsaly 6. prosince koaliční dohodu, aby mohly požádat o prodloužení lhůty. Podle ní by strana získala ministerstvo výstavby a bydlení, předsednictví Finančního výboru Knesetu, které připadne Moše Gafnimu, ministerstvo Jeruzaléma a tradice (které by nahradilo ministerstvo pro záležitosti Jeruzaléma a pro kulturní dědictví), kromě toho několik postů náměstků ministrů a předsednictví výborů Knesetu.
Likud také podepsal dohodu se Šasem, čímž si zajistil prozatímní koaliční dohody se všemi svými spojenci. Podle této dohody bude Deri nejprve zastávat funkci ministra vnitra a zdravotnictví a po dvou letech se vystřídá se Smotričem. Strana také získá ministerstva náboženských služeb a sociální péče a posty náměstků na ministerstvech školství a vnitra.
Hlasování o výměně současného předsedy Knesetu Mickeyho Levyho bylo naplánováno na 13. prosince poté, co Likud a jeho spojenci získali potřebný počet podpisů. Jariv Levin z Likudu byl zvolen prozatímním předsedou 64 hlasy, zatímco jeho protikandidátka Mejrav Ben-Ari z Ješ atid získala 45 hlasů a protikandidát Ajman Ode z Chadaš získal 5 hlasů.
Netanjahu po dohodě se Šasem požádal Herzoga o čtrnáctidenní prodloužení mandátů. Herzog 9. prosince prodloužil mandát do 21. prosince. V tento den Netanjahu Herzoga informoval, že se mu podařilo sestavit koalici a nová vláda by měla složit přísahu 2. ledna 2023.

## Průběh mandátu

### Obměny ministrů
V průběhu vládního mandátu vypukla v říjnu 2023 válka Izraele s Hamásem a z toho důvodu byl vytvořen užší válečný kabinet, ve kterém zasedli vybraní politici Likudu a za opozici politici ze Státního tábora. Válečný kabinet se po sporech rozpadl v červnu 2024 návratem Binjamina Gance do opozice. 
V říjnu 2023 do vlády přibyli dva politici za stranu Nová naděje, Gid'on Sa'ar a Jif'at Šaša-Biton coby ministři bez portfeje. Gid'on Sa'ar v březnu 2024 pohrozil, že pokud nebude jmenován do válečného kabinetu, odejde z vlády. Jmenován nebyl a proto jeho strana odešla do opozice. V září 2024, několik měsíců od rozpadu válečného kabinetu, se Sa'ar se svou stranou do vlády vrátil.
Dne 5. listopadu 2024 Netanjahu odvolal ministra obrany Jo'ava Galanta (Likud). Ten byl jeho nejhlasitějším kritikem, který prosazoval přijetí dohody o příměří a zřízení státní vyšetřovací komise k prošetření pochybení před útokem Hamásu na Izrael. V reakci vyšly tisíce Izraelců do ulic, aby proti tomuto protestovali. Netanjahu se pokusil Galanta odvolat již v březnu 2023, kdy kritizoval jeho kontroverzní justiční reformu. Do funkce ministra obrany byl poté jmenován dosavadní ministr zahraničí Jisra'el Kac (Likud). Funkci ministra zahraničí Netanjahu následně přidělil dosavadnímu ministrovi bez portfeje Gid'onu Sa'arovi (Nová naděje), který předtím nově podpořil Netanjahuovu vládu.
Poté, co strana Židovská síla v lednu 2025 opustila vládu kvůli přijetí dohody o příměří s Hamásem, minsitr turismu Chajim Kac (Likud) byl jmenován prozatímním ministrem na tři měsíce pro uvolněná tři ministerstva. Stal se tak ministrem národní bezpečnosti, ministrem kulturního dědictví a ministrem rozvoje periferie, Negevu a Galileje. Strana se do vlády vrátila v polovině března poté, co Izrael obnovil boje v Pásmu Gazy. Její původní tři ministři se vrátili na svá místa. Média uvedla, že vláda potřebovala hlasy Židovské síly pro prosazení státního rozpočtu. Spekulovalo se tak, že jedním z důvodů obnovení bojů bylo vyhovění Itamaru Ben-Gvirovi výměnou za další podporu vlády.
V březnu 2025 Sa'ar podepsal dohodu o splynutí své strany Nová naděje znovu s Likudem, s účinností při následujících volbách. V srpnu 2025 byl ústředním výborem Likudu schválen Sa'arův návrat do strany.
Dne 15. července 2025 vládu opustila ultraortodoxní strana Sjednocený judaismus Tóry. A krátce poté také strana Šas. Co se týká ministerských postů po straně Šas, pověřeni jejich řízením byli ministři Likudu Chajim Kac a Jariv Levin. Levin převzal tři ministerstva. Ministerské posty strany Sjednocený judaismus Tóry dočasně převzal Netanjahu a jedno Chajim Kac. Tyto dvě strany opustily vládu těsně před tříměsíčními parlamentními prázdninami. Spekulovalo se tak, že šlo pouze o demonstrativní odchod z vlády pro posílení vyjednávací pozice ohledně povinnosti nástupu charedim do armády.

### Soudní reforma
Vláda v roce 2023 představila kontroverzní soudní reformu, kterou izraelský parlament schválil v červenci 2023. Schválený zákon omezoval pravomoci Nejvyššího soudu ve prospěch vlády. Proti reformě stála opozice a konaly se pravidelné demonstrace, kterých se účastnily desítky tisíc občanů. Opoziční politici podali proti zákonu žalobu k Nejvyššímu soudu. Ten klíčovou část zákona zrušil v lednu 2024.
V září 2024 Nejvyšší soud publikoval rozhodnutí, podle kterého měl ministr spravedlnosti Jariv Levin (Likud) zahájit proces volby předsedy Nejvyššího soudu. Tato pozice byla už rok neobsazená. Stejně tak byla neobsazená křesla dvou soudců soudu, kteří odešli do důchodu. Levin tvrdil, že místa neobsadil z ohledu na mimořádné okolnosti, které vypukly v říjnu 2023. Jeho kritici ovšem varovali, že se ministr snaží místa u soudu zpolitizovat. V srpnu 2024 navíc vláda znovu začala mluvit o potřebnosti své justiční reformy na oslabení Nejvyššího soudu. Soustavně také vykonávali nátlak na nejvyšší státní žalobkyni Gali Baharav-Miarovou, která vládě oponovala. V prosinci 2024 Nejvyšší soud vydal verdikt, ve kterém uvedl, že ministr Levin nesplnil nařízení uložená soudem. Ministrovi uložil poslední termín na zahájení volby předsedy Nejvyššího soudu do 16. ledna 2025. Levin následně označil soudce Nejvyššího soudu za „diktátory, kteří zavádí soudní diktaturu“.
V listopadu 2024 vláda začala připravovat zákon, který by umožnil speciální trestní vyšetřování nejvyšší státní žalobkyně a dalších státních žalobců. Vyšetřování by vedla policie po souhlasu ministra spravedlnosti. Stanice Channel 12 návrh zákona označila za další součást nátlaku na nejvyšší státní žalobkyni Gali Baharav-Miarovou, která vládě oponovala v celé řadě politik a navhrla stíhání ministra národní bezpečnosti Itamara Ben Gvira (Židovská síla) za zásahy do policejních vyšetřování.
V lednu 2025 ministři Jariv Levin a Gid'on Sa'ar představili novou verzi justiční reformy. Šlo o kompromisní verzi, která ovšem stále posilovala moc vlády nad soudní mocí. Vládě také přiznávala nové možnosti, jak zamezit Nejvyššímu soudu rušit zákony. Kritici tak stále mluvili o politizaci soudní moci.
V březnu 2025 izraelský parlament schválil zákon, který rozšiřuje pravomoci volených zástupců při jmenování soudců, a to navzdory masovým protestům proti snahám vlády prosadit tyto změny v soudnictví. Podle opozičních stran zákon podřídí soudce vůli politiků.

### Spor o výjimky ze služby v armádě pro ultraortodoxní Židy
Platnost zákonné úpravy, která umožňovala vyhnout se vojenské službě ultraortodoxním mužům vypršela v roce 2023, ale vláda zatím neschválila nový zákon. V březnu 2024 nejvyšší soud prozatímním nařízením zrušil s platností od 1. dubna státní příspěvky pro ultraortodoxní muže ve věku stanoveném pro vojenskou službu. A na základě rozhodnutí generální prokurátorky je armáda od 1. dubna povinna odvádět ultraortodoxní studenty, kteří dosud měli výjimku, což se týká více než 60 tisíc mužů. 
Ultraortodoxní uskupení, o které se Netanjahuova koaliční vládu opírá, tato nařízení ostře kritizovala. Na druhou stranu 31. březnou se v Jeruzalémě uskutečnila masová demonstrace proti vládě premiéra Netanjahua a proti výjimkám z vojenské služby pro ultraortodoxní Židy.
Na konci června 2024 potvrdil Nejvyšší soud Izraele svůj dřívější verdikt z roku 2017, který označil výjimku pro odvod ultraortodoxních židů (charedim) do armády za ilegální. Nejvyšší soud tak nařídil, že vláda musí povolat ultraortodoxní židovské studenty do armády. Charedim měli v zemi výjimku z branné služby od založení Izraele v roce 1948 (tehdy jich bylo 5 %, přičemž v roce 2024 tvořili již 13 % populace). Rozsudek soudu zkritizoval Likud i jeho krajně pravicoví vládní partneři, kteří se často opírali o hlasy ultraortodoxních židů. Vynesení rozsudku vyvolalo davové protesty charedim. Na konci června při protestech tisíců charedim například došlo ke střetům s policií a k napadení vozu s ministrem Jicchakem Goldknopfem, který předsedal ultraortodoxní straně Agudat Jisra'el.
V reakci na rozsudek izraelská vláda vyhlásila, že začne nabírat charedim do armády od 21. července 2024. Stanovení termínu vedlo k dalším masovým protestům charedim, jejichž část například zablokovala dálnici. Charedim poté protestovali i nadále. Současně odmítali plnit povolávací rozkaz. Na prvních 1000 povolávacích rozkazů reagovalo jen 50 povolaných. Izraelské úřady chtěly charedim donucovat i finančně. Těm, kdo dostali povolávací rozkaz, stát nově nevyplácel stipendia. První vlna náboru byla neúspěšná. Během léta 2024 armáda povolala 3000 charedim, ale k posouzení možnosti služby se dostavilo jen 230 z nich. Ministr obrany Galant proto na začátku listopadu schválil rozeslání dalších 7000 povolávacích rozkazů. Krátce poté nový ministr obrany Jisra'el Kac povolávací rozkazy potvrdil. Jeho rozhodnutí tvrdě zkritizovali členové koaliční ultraortodoxní strany Sjednocený judaismus Tóry.
Mezi červencem 2024 a březnem 2025 armáda zaslala příslušníkům ultraortodoxních charedim 10 tisíc povolávacích rozkazů. Vojenskou službu nastoupilo ale jen 180 z nich, tj. necelá 2 %. Ti, kteří se k odvodům dostavili, čelili napadání a urážkám z komunity charedim.
V červnu 2025 opozice vyvolala hlasování o důvěře vlády. Rozkol se podařilo vytvořit právě v otázce služby v armádě pro ultraortodoxní Židy. Aliance Sjednocený judaismus Tóry pohrozila podpořením vyslovení nedůvěry a rozpuštění Knesetu. Během vládní krize ovšem izraelská armáda zaútočila na íránský jaderný program a došlo k období vzájemného ostřelování, při kterém se politické strany opět semknuly a odmítaly posilovat vnitropolitické pnutí. Netanjahu nakonec slíbil rozvolnění podmínek pro charedim a k vyslovení nedůvěry (při hlasování 61 proti a 53 pro) nedošlo.

### Válka s Hamásem a Hizballáhem
Dne 7. října 2023 provedl Hamás, Palestinský islámský džihád a další militantní gazské organizace útok na Izrael. Při útoku zemřelo celkem 1139 osob (Izraelců a občanů třetích zemí). Více než polovinu obětí tvořili civilisté. Dalších 250 osob bylo vzato jako rukojmí a uneseno do Pásma Gazy (z poloviny opět civilisté, mezi rukojmími byla i těla zabitých osob). Izrael reagoval okamžitým vyhlášením války Hamásu a totální blokádou Pásma Gazy. Během prvního roku války bylo zabito přes 48 000 Palestinců (z většiny civilisté) a všichni obyvatelé Pásma Gazy byli postupně vnitřně vysídleni, což dohromady způsobilo humanitární krizi, kterou kritizovalo OSN, EU, Spojené státy americké i arabské státy. Ve válce byli zabiti představitelé Hamásu Ismáíl Haníja, Jahjá Sinvár, Muhammad Dajf nebo Sálih Arúrí. Izraelská armáda také prováděla cílené vojenské operace na Západním břehu Jordánu.
V průběhu války s Hamásem eskaloval konflikt na severní hranici, kde se Izrael vzájemně ostřeloval s libanonským Hizballáhem. Na obou stranách hranice toto vedlo k vnitřnímu vysídlení kolem sta tisíc osob. Konflikt eskaloval v září 2024, kdy Mosad provedl operaci výbuchů komunikačních zařízení Hizballáhu a letecké nálety (s kódovým označením Operace Šípy severu). Na konci září izraelské letectvo provedlo útok na velitelství Hizballáhu, při kterém zabilo vůdce Hizballáhu Hasana Nasralláha. Dne 1. října 2024 poté armáda spustila pozemní invazi do jižního Libanonu. Ta vnitřně vysídlila přes milion obyvatel. Dne 26. listopadu 2024 byla schválena dohoda o příměří s Hizballáhem. V účinnost vstoupila 27. listopadu ráno. Příměří mělo trvat šedesát dnů, ale později bylo prodlouženo. Mělo připravit půdu pro trvalejší diplomatické řešení, ale nakonec se strany spíše vrátily k původnímu stavu. Izrael v náletech pokračoval až do samotného schválení dohody.

### Dohoda o příměří s Hamásem (leden–březen 2025)
Dne 15. ledna 2025 podle vyjednávačů Izrael i Hamás přistoupili na dohodu o příměří, které by mělo začít platit 19. ledna. Dohoda měla zajistit přerušení bojů na šest týdnů, osvobození 33 rukojmích držených v Pásmu Gazy a propuštění až 2000 palestinských vězňů. Krátce poté Hamás potvrdil dojednání dohody. Netanjahu hodlal dohodu komentovat až po jejím schválení vládou. Ke schválení dohody vládou následně vyzval izraelský prezident Herzog. Dne 17. ledna v ranních hodinách dohodu v Dauhá podepsaly vyjednávačské týmy Izraele a Hamásu. Během 17. ledna dohodu akceptoval užší bezpečnostní kabinet. Izraelská vláda dohodu schválila krátce po půlnoci na 18. ledna. Pro hlasovalo 24 ministrů, proti osm, jeden ministr (Šlomo Kar'i z Likudu) se hlasování neúčastnil. Z Likudu proti hlasovali David Amsalem a Amichaj Šikli. Proti dále hlasovali ministři za strany Židovská síla (Itamar Ben Gvir, Jicchak Wasserlauf a Amichaj Elijahu) a Národní náboženská strana-Náboženský sionismus (Becal'el Smotrič, Orit Strook a Ofir Sofer). Před hlasováním jednání opustili také ministři za strany Šas a Sjednocený judaismus Tóry, kteří zastupovali ultraortodoxní charedim. Důvodem bylo, aby neporušili zákaz práce o šabatu. Nicméně zanechali pokyny, že hlasují pro přijetí dohody. Dohoda byla schválena a vstoupila v účinnost 19. ledna 2025 před polednem místního času.
Na přijetí dohody měl tlačit v té době zvolený americký prezident Donald Trump, který uvedl, že přijetí dohody o příměří ze strany Izraele prosadil jeho vyslanec pro Blízký východ Steve Witkoff. Dosluhující americký prezident Joe Biden ale upozornil na to, že dojednaná dohoda měla stejné obrysy jako jeho dohoda předložená již v květnu 2024. Biden řekl, že na diplomatické úrovni s Trumpem od jeho zvolení v listopadu 2024 na vyjednání příměří spolupracoval.
Přijetí dohody přineslo otřes ve vládní koalici. Ministr národní bezpečnosti Itamar Ben Gvir už dopředu oznámil, že jeho strana Židovská síla odejde z vlády, pokud bude dohoda přijata. Proti dohodě se postavil také ministr financí Becal'el Smotrič. Ten po několika jednáních s Netanjahuem ve vládě zůstal, i když dohodu nepodpořil. Ben Gvir i Smotrič požadovali pokračování války do úplného zničení Hamásu. Po přijetí dohody, dne 19. ledna, Židovská síla opustila vládu.
Příměří mělo mít tři fáze, ale proběhla jen první. Během ní bylo propuštěno 33 izraelských rukojmí a pět thajských občanů výměnou za 1777 zadržených nebo vězněných Palestinců. Přechod ke druhé fázi izraelská vláda nezrealizovala (odmítly ji strany Židovská síla i Náboženský sionismus). Izrael prosazoval prodloužení první fáze, což Hamás odmítl. Druhá fáze předpokládala stažení izraelské armády z Pásma Gazy a dlouhodobé přerušení bojů. I proto Hamás prodloužení odmítl a trval na původně dojednaných podmínkách druhé fáze příměří. Spojené státy americké, prostřednictvím vyslance amerického prezidenta pro Blízký východ Stevea Witkoffa, následně předložily návrh na dočasné příměří, které by platilo během muslimského postního měsíce ramadán a židovského svátku pesach. Návrh byl v podstatě prodloužením první fáze, takže Izrael s ním souhlasil, zatímco Hamás ho odmítl. Izrael v reakci zastavil přísun mezinárodní humanitární pomoci a elektřiny do Pásma Gazy. Dne 18. března se Izrael vrátil k bojům, a to intenzivními nočními nálety, při kterých bylo zabito přes 400 lidí, včetně 130 dětí. O dva dny později zahájil novou pozemní invazi do Pásma Gazy.

### Obvinění z válečných zločinů a zločinů proti lidskosti
Izraelská vláda a armáda, ale také Hamás a další ozbrojené palestinské skupiny, byly během války obviněny z páchání válečných zločinů a zločinů proti lidskosti.
V lednu 2024 projednal Mezinárodní soudní dvůr v Haagu žalobu Jihoafrické republiky na Izrael, ve které byl obviněn z páchání genocidy vůči Palestincům. Dne 26. ledna soud předběžným opatřením nařídil Izraeli, aby učinil veškeré kroky k zabránění genocidy a aby zlepšil humanitární situaci v Gaze. Soudkyně Joan Donoghueová navíc uvedla, že některá tvrzení Jihoafrické republiky jsou „věrohodná“. Soudkyně dodala: „Soud se domnívá, že existuje reálné a bezprostřední riziko, že než soud vydá konečné rozhodnutí, bude způsobena nenapravitelná újma na právech, která soud shledal jako hodnověrná.“ Benjamin Netanjahu podle listu The Times of Israel nařídil členům svého kabinetu, aby se zdrželi reakce na předběžné rozhodnutí soudu. On sám prohlásil, že tvrzení, že „Izrael páchá genocidu na Palestincích, je nejen nepravdivé, ale i pobuřující“. V květnu 2024 Mezinárodní soudní dvůr v Haagu nařídil Izraeli zastavit vojenskou ofenzivu ve městě Rafah a otevřít hraniční přechod Rafah pro neomezený přísun humanitární pomoci. Izrael měl také umožnit do Pásma Gazy přístup vyšetřovacímu týmu, který by se zabýval sběrem důkazů v případu údajného páchání genocidy na Palestincích.
Dne 20. května 2024 hlavní prokurátor Mezinárodního trestního soudu Karim Khan oznámil, že požádal o vydání zatykačů na lídry Hamásu a Izraele. Lídr Hamásu v Pásmu Gazy Jahjá Sinvár, šéf vojenského křídla Hamásu Muhammad Dajf, šéf politického křídla Hamásu Ismáíl Haníja, izraelský premiér Benjamin Netanjahu a izraelský ministr obrany Jo'av Galant podle prokurátora nesou odpovědnost za válečné zločiny a zločiny proti lidskosti spáchané v Pásmu Gazy a v Izraeli. Představitelé Hamásu jsou viněni ze zločinů vyhlazování, vraždy, braní rukojmích, sexuálního násilí, mučení, kruté zacházení a těžké urážky lidské důstojnosti. Představitelé Izraele jsou viněni ze zločinů úmyslného využívání hladovění civilních osob jako způsobu vedení boje, úmyslné způsobení velkého utrpení nebo vážné tělesné újmy či poruchy zdraví, úmyslné zabití, úmyslné vedení útoků proti civilnímu obyvatelstvu, vyhlazování, perzekuce a jiné nelidské činy.
Dne 21. listopadu 2024 Mezinárodní trestní soud rozhodl o vydání zatykačů na izraelského premiéra Benjamina Netanjahua a v té době čerstvě odvolaného ministra obrany Jo'ava Galanta. Soud tím také odmítl podané námitky Izraele a jeho spojeneckých zemí. Tři představitelé Hamásu, kteří podle květnové žádosti vrchního žalobce měli také být povoláni před Mezinárodní trestní soud, byli v listopadu 2024 již mrtví.

### Plán nuceného vysídlení palestinského obyvatelstva Gazy
V říjnu 2023 Ministerstvo zpravodajských služeb vypracovalo dokument doporučující nucené vysídlení Palestinců z Pásma Gazy, kterých zda žije asi 2,3 milionu, do Egypta, na Sinajský poloostrov. Dokument upozorňuje na předpokládané obtíže mezinárodního schválení, ale vyhnání ospravedlňuje jako řešení problému uprchlíků hledajících úkryt před válkou. Informaci přinesl server The Times of Israel. Palestinci plán odmítají, stejně jako Egypt. Izraelská vláda význam dokumentu snižuje, premiér Benjamin Netanjahu tvrdí, že materiál představuje „počáteční úvahy“ týkající se této otázky, kterými se teď úřady nezabývají.
Po své inauguraci v lednu 2025 americký prezident Donald Trump přes média navrhl, aby Jordánsko a Egypt přijaly „dočasně či dlouhodobě“ Palestince z Pásma Gazy. Egypt i Jordánsko takové řešení odmítly. Při státní návštěvě Netanjahua ve Washingtonu Trump upřesnil, že by Spojené státy americké mohly převzít kontrolu nad Pásmem Gazy a developersky ji obnovit. Podmínkou ale bylo vysídlení Palestinců do okolních arabských zemí. Netanjahu médiím uvedl, že o Trumpově vizi „je potřeba přemýšlet“.
Návrh přivítal izraelský ministr obrany Jisra'el Kac (Likud), který nařídil armádě, aby připravila plán umožňující odchod Palestinců z Pásma Gazy. Trumpův plán označil za „odvážný“. Podle expertů na mezinárodní právo a odborníků z OSN by však Trumpova americká okupace Pásma Gazy a nucené vysídlení Palestinců bylo závažným porušením mezinárodního práva. Nucené vysídlování civilistů je například zásadním porušením Ženevských úmluv. Podle Římského statutu, což je zakládající smlouva Mezinárodního trestního soudu, lze vysídlení civilistů považovat za válečný zločin a zločin proti lidskosti. OSN zase charakterizovala etnické čistky jako úmyslné odstranění etnické nebo náboženské skupiny z určitého území, a to buď násilím, nebo jinými donucovacími prostředky (včetně například ničením kulturní identity nebo zastrašováním).
Trump později dodal, že dle jeho plánu Palestinci nebudou mít právo na návrat do Pásma Gazy. Současně vytvářel tlak na Jordánsko a Egypt, aby Palestince z Gazy přijaly. Izraelská vláda tento plán podporovala.

### Zákaz UNRWA
V lednu 2024 Izrael zveřejnil obvinění, podle kterého se několik zaměstnanců Úřadu OSN pro palestinské uprchlíky na Blízkém východě (UNRWA) aktivně účastnilo útoku Hamásu na Izrael v říjnu 2023. Sama agentura uvedla, že všem podezřelým dala výpověď. Brzy poté izraelské tajné služby vydaly prohlášení, ve kterém obvinily zhruba deset procent zaměstnanců UNRWA z napojení na hnutí Hamás či na Palestinský islámský džihád.
V dubnu 2024 vydala vyšetřovací komise OSN zprávu, ze které vyplynulo, že izraelští představitelé nemají pro svá obvinění důkazy. Komisi vedla francouzská diplomatka Catherine Colonna. Po tomto vyšetřování většina států, které kvůli obviněním pozastavily financování, jej opět obnovily. Izrael závěry zprávy nepřijal. Mluvčí ministerstva zahraničí Oren Marmorstein namísto toho přitvrdil ve vlastních obvinění – zaměstnanců UNRWA s vazbami na Hamás má být nově přes dva tisíce.
V květnu 2024 izraelský parlament projednával návrh zákona, který by označil UNRWA za teroristickou organizaci a ukončil s ní spolupráci. Šéf diplomacie EU Josep Borrell označil návrh zákona za „nesmyslný“ a varoval před další destabilizací humanitární situace v Gaze. Současně odmítl, že by UNRWA byla teroristickou organizací. Návrh zákona kritizovaly také Spojené státy americké. V říjnu 2024 izraelský parlament projednával návrh zákona, který by zakázal působení UNRWA v Izraeli a na okupovaných území Palestiny. Návrh zákona odsoudil generální tajemník OSN António Guterres. Ten řekl, že pokud by UNRWA byla Izraelem zakázána, znamenalo by to „katastrofu“ v zásobování lidí v Palestině. Společné stanovisko připravovaly také země EU, ve kterém chtěly zaujmout stejný postoj jako generální tajemník OSN. Stanovisko ale zablokovaly Česko a Maďarsko. Následně ho proto vydal svou funkcí šéf diplomacie EU Josep Borrell. Dne 28. října 2024 Kneset přijal dva zákony, které zakázaly činnost UNRWA v Izraeli a současně zakázaly vyvíjet vztahy mezi představiteli izraelské státní správy a agenturou a odebíraly personálu UNRWA imunitu. Zákazem zapojení izraelských složek se v důsledku výrazně omezí akceschopnost úřadu i na palestinských územích. Schválení zákonů zkritizovalo například německé ministerstvo zahraničí a vážně znepokojen tím byl i britský premiér Keir Starmer. Ve společném komuniké hlasování izraelského parlamentu odsoudily Irsko, Norsko, Slovinsko a Španělsko. Přijetí zákonů odsoudily také Spojené státy americké. Izrael na začátku listopadu zákony notifikoval v OSN. V účinnost vstoupily na začátku února 2025.

### Rozmach osad na Západním břehu Jordánu
Krajně pravicový ministr Becal'el Smotrič v dubnu 2024 ohlásil plán na legalizaci téměř sedmdesáti izraelských outpostů (malých ilegálních osad z pohledu izraelského práva) na území okupovaného Západního břehu Jordánu. V červnu se mu podařilo legalizovat pět takových outpostů. Dle jeho slov šlo o reakci vlády na situaci, kdy pět evropských států uznalo Stát Palestina. Podle sdělení izraelské nevládní organizace Mír nyní izraelské úřady v červnu schválily zabrání půdy o rozloze 12,7 km2 v údolí Jordánu. Mělo jít o největší zábor od přijetí Dohod z Osla v roce 1993. Na začátku července Izrael legalizoval další tři outposty a schválil novou výstavbu. Podle izraelské organizace Mír nyní bylo na území Západního břehu Jordánu mezi říjnem 2023 a říjnem 2024 založeno nejméně 43 ilegálních izraelských outpostů.
V červenci 2024 Mezinárodní soudní dvůr v Haagu vydal právně nezávazný posudek, že Izrael okupací východního Jeruzaléma a Západního břehu Jordánu a využíváním tamních zdrojů porušuje mezinárodní právo. Soud uvedl, že izraelská výstavba osad a související infrastruktury je projevem záměru trvalé přítomnosti na daných územích. Přítomnost Izraele označil za nelegální. Posudek nicméně Izrael k ničemu nezavazuje a Izrael ho odmítl. Podle premiéra Netanjahua Židé nejsou okupanty, protože jsou ve své vlastní zemi. Izraelská opozice rovněž označila výrok soudu za „další důkaz vnějšího vměšování“ a „kontraproduktivní“ krok pro bezpečnost regionu. Soud se případem zabýval na popud rezoluce Valného shromáždění OSN z konce prosince 2022. V polovině září 2024 Valné shromáždění OSN většinově přijalo rezoluci navrženou Palestinou, která stanovila, že i na základě zjištění posudku Mezinárodního soudního dvora v Haagu má do jednoho roku Izrael opustit okupovaná území.

### Invaze do Sýrie a plán rozšíření osad na okupovaných Golanských výšinách
Poté, co koncem listopadu 2024 provedla syrská opozice rychlou ofenzívu, padl režim Bašára Asada. Izrael na vítězství povstalců, mezi nimiž dominovalo islamistické uskupení Haját Tahrír aš-Šám, reagoval tak, že obsadil nárazníkovou zónu mezi oběma státy (resp. demilitarizované pásmo, vytvořené na území Sýrie po jomkipurské válce z roku 1973), což zdůvodnil zajištěním bezpečnosti izraelských komunit v oblasti. Netanjahu označil Asadův pád za historickou událost a přímý důsledek úderů, které Íránu a libanonskému radikálnímu hnutí Hizballáh uštědřil Izrael. Také prohlásil, že Izrael nedovolí, aby se na jeho hranicích usadila jakákoliv nepřátelská síla. Izrael následně provedl v Sýrii stovky vzdušných úderů. Ty zaměřili na muniční sklady, letecké základny nebo přístav Tartús, kde se nacházela jediná základna ruské námořní flotily ve Středozemním moři. Armáda takto podle svého tvrzení zničila 70 až 80 % syrských strategických zbraní. Vpád izraelské armády do demilitarizovaného pásma na území Sýrie odsoudily různé státy světa.
V prosinci 2024 si izraelská vláda schválila uvolnění 11 milionů dolarů na vybudování infrastruktury pro zdvojnásobení počtu izraelských osadníků na okupovaných Golanských výšinách. Na území žije 50 tisíc lidí. Polovinu tvoří Drúzové a druhou polovinu izraelští osadníci. Izrael oblast okupuje od války v roce 1967, přičemž v roce 1981 území jednostranně anektoval. Anexe ale není mezinárodně uznaná. Plán rozšíření počtu izraelských osad na syrském území odsoudily například Turecko, Saúdská Arábie, Katar, Jordánsko nebo Egypt. K odstoupení od tohoto plánu vyzvalo také Německo. Tamní ministr zahraničních věcí uvedl, že „podle mezinárodního práva jde jednoznačně o území Sýrie“.

### Vyšetřování Benjamina Netanjahua
Koncem roku 2024 začal soud s toho času premiérem Benjaminem Netanjahuem. Ten byl obviněný z podvodu, porušení důvěry a přijetí úplatku ve třech různých kauzách. Bylo to poprvé, co úřadující izraelský premiér stanul před soudem jako obžalovaný z trestného činu a Netanjahu se opakovaně snažil řízení odložit s odvoláním na probíhající válku v Gaze a bezpečnostní obavy. Soudní proces, který začal v roce 2020, se týká tří samostatných případů, v nichž si Netanjahu podle žalobců vyměňoval protislužby s mediálními titány, aby mu byla média nakloněná a prosazoval osobní zájmy hollywoodského miliardáře výměnou za bohaté dary. Verdikt se však očekával až v roce 2026.
Nejvyšší státní zástupkyně Gali Baharavová-Miaraová v prosinci 2024 nařídila policii, aby zahájila vyšetřování manželky premiéra Benjamina Netanjahua pro podezření z obtěžování politických oponentů a svědků v procesu s jejím mužem. Izraelské ministerstvo spravedlnosti vyšetřování Sary Netanjahuové oznámilo s tím, že se zaměří na nálezy investigativního televizního pořadu Uvda. Pořad se totiž dostal ke zprávám z komunikační aplikace WhatsApp, v nichž Netanjahuová dává instrukce svému bývalému poradci, aby organizoval protesty proti politickým oponentům a zastrašoval Hadas Kleinovou, klíčovou svědkyni v procesu proti Netanjahuovi. Sám Netanjahu reportáž kritizoval a označil ji za lži. Krajně pravicový ministr Amichaj Elijahu (Židovská síla) následně pronesl, že pro bezpečnost Izraele je nejnutnější podmínkou odstranění nejvyšší státní zástupkyně Gali Baharavové-Miaraové.

### Vyšetřování Cachiho Bravermana
Izraelská policie v listopadu 2024 obvinila Cachiho Bravermana, šéfa kabinetu premiéra Benjamina Netanjahua, že se snažil upravit záznamy o aktivitách předsedy vlády ze 7. října 2023, kdy hnutí Hamás zaútočilo na Izrael. Zprávu o údajném vydírání vojáka, jehož měl Braverman nutit k úpravě zápisků z jedné z válečných porad, zveřejnil veřejnoprávní kanál Kan. Existuje také podezření, že premiérovi podřízení použili kompromitující videozáznam jednoho z vojenských důstojníků k tomu, aby upravil záznamy z noci ze 6. na 7. října 2023. Sám Braverman pak vše popřel a po televizi žádal omluvu, stažení článku a odškodné ve výši 100 tisíc šekelů (asi 635 tisíc korun). Později ještě premiérova kancelář hrozila trestním stíháním, pokud televize nepropustí reportéra, který článek napsal. Kvůli účasti na skandálu byl však už koncem října zatčen Netanjahuův mluvčí Eli Feldstein. Cachi Braverman se už v minulosti přiznal k ilegální skartaci dokumentů v premiérově úřadu, několik týdnů po teroristickém útoku ze 7. října pak zabavil utajované dokumenty popisující události měsíce před válkou.

### Vyšetřování Itamara Ben Gvira
V březnu 2023 předběžně nařídil Nejvyšší soud Izraele ministrovi národní bezpečnosti Itamaru Ben Gvirovi (Židovská síla), aby zastavil vydávání operačních příkazů policii, jak mají reagovat na protivládní protesty. V lednu 2024 soud vydal proti takovým příkazům soudní zákaz.
V září 2024 byla Nejvyššímu soudu Izraele předložena petice požadující odvolání ministra Itamara Ben Gvira. V petici byly popsány jeho zásahy do policie. Obviněním se věnovala i izraelská generální prokurátorka Gali Baharavová-Miaraová, která v listopadu 2024 informovala premiéra Netanjahua o tom, že musí dojít k přijetí opatření proti jednání Ben Gvira. Ten podle prokurátorky opakovaně nezákonně zasahoval do policejních řízení a zpolitizoval udělování povýšení. Itamar Ben Gvir reagoval tím, že generální prokurátorku obvinil, že spolu s médii se snaží svrhnout pravicovou vládu Izraele. Netanjahu na zasedání vlády upozornil, že jednání prokurátorky povede k ústavní krizi. Načež někteří ministři v čele s Ben Gvirem volali po tom, aby byla odvolána z funkce. Poté, co prokurátorka oficiálně předala stížnost na ministra premiérovi, se Ben Gvir nechal slyšet, že se prokurátorka snaží o převrat. Znovu také vyzval premiéra, aby ji odvolal. Podle vyšetřovací zprávy unikly průkazné korespondence ministra s jeho poradci ohledně zásahů do případů policie.

### Katarská kauza
Dne 10. února 2025 izraelská televizní stanice Channel 12 přinesla reportáž, ve které uvedla, že Netanjahuovi nejbližší poradci Jisra'el Einhorn, Ofer Golan, Jonatan Urich a Eli Feldstein byli zaměstnáni katarskou vládou. Eli Feldstein byl přitom již v té době zatčený v případu nezákonné manipulace s utajovanými informacemi ohledně války Izraele s Hamásem. Jejich úkolem bylo prosadit zájmy Kataru v nejvyšších politických a bezpečnostních kruzích, včetně postupného podsunutí lepšího obrazu o zemi. Feldstein se snažil zlepšovat pověst Kataru i prostřednictvím médií. V některých případech byl ale odmítnut.
Dne 12. února opoziční lídr Ja'ir Lapid (Ješ atid) a předseda politické strany Demokraté Ja'ir Golan veřejně požádali o zahájení vyšetřování Netanjahua a jeho administrativy. Pokud by se podezření potvrdila, mohlo by dle nich jít o vážné ohrožení národní bezpečnosti a případně velezradu.
Dne 27. února generální prokurátorka Gali Baharav-Miara nařídila bezpečnostní službě Šin bet a policii, aby zahájily vyšetřování této kauzy.

### Odstraňování kritiků vlády
Nejvyšší státní žalobkyně Gali Baharav-Miarová byla čím dál častěji předmětem kritiky celé vlády. V listopadu 2024 ministr komunikací Šlomo Kar'i (Likud), kterého žalobkyně kritizovala za zásahy do svobody tisku, inicioval sběr podpisů ministrů ke svolání mimořádného jednání o odvolání Gali Baharav-Miarové z její funkce. Její odvolání mělo kromě Likudu podporu vládní krajně pravicové strany Židovská síla, jejíž předseda Itamar Ben Gvir veřejně prohlašoval, že nejvyšší státní žalobkyně by měla být odvolána. V polovině prosince 2024 si vládní poslanci prohlasovali mimořádnou schůzi k diskusi o odvolání nejvyšší státní žalobkyně. Opoziční poslanci na protest před hlasováním opustili jednací sál.
V březnu Netanjahu a jeho vláda zintenzivnila kritiku vůči nejvyšší státní žalobkyni Gali Baharav-Miarové a také proti šéfovi zpravodajské služby Šin Bet Ronenu Barovi. Netanjahu oznámil, že oba dva budou během března odvoláni. Ronen Bar uvedl, že premiér očekával nezákonnou osobní loajalitu, kterou odmítl. Mezi Šin Bet a vládou také panovalo napětí ohledně odpovědnosti za útok Hamásu. Státní žalobkyně Gali Baharav-Miarové byla dlouhodobou kritičkou vládních kroků zejména na poli omezování svobod a překračování zákonných pravomocí vlády.
V Tel Avivu se 19. března konala demonstrace s účastí přes 40 tisíc lidí. Ti protestovali proti Netanjahuově snaze odvolat své kritiky, zejména Ronena Bara a Gali Baharav-Miarovou, a proti obnovení války. Další tisíce protestovaly v Jeruzalémě.
V srpnu 2025 Netanjahuova vláda jednomyslně odvolala Gali Baharavovou-Miarovou z funkce. Rozhodnutí okamžitě pozastavil Nejvyšší soud, který rozhodne o legitimitě odvolání. Krátce poté ministr spravedlnosti Levin nechal vyměnit zámky v telavivské kanceláři nejvyšší státní zástupkyně, což vyvolalo protesty. Při jednom z protestů aktivisté symbolicky uzamkli bránu do komplexu budov, ve kterém Levin bydlí.

### Kritika médií
Poté, co izraelský podnikatel a vydavatel deníku Ha'arec Amos Schocken v říjnu 2024 prohlásil, že izraelský stát uplatňuje na Palestince „krutý režim apartheidu“ a „palestinské bojovníky za svobodu označuje za teroristy“, vyvolal kritiku některých ministrů vlády. Ministerstva školství, vnitra a diaspory následně ohlásila, že s deníkem přestanou mediálně spolupracovat. Ministr komunikací Šlomo Kar'i (Likud) navrhl vládě celové ukončení spolupráce s deníkem a jeho bojkot. V listopadu vláda bojkot deníku Ha'arec schválila. Ten se nemá týkat jen poskytování informací, ale také zákazu zadávat v deníku placenou inzerci. Vůdce opozice a bývalý novinář, Ja'ir Lapid, následně svolal do Knesetu konferenci o svobodě tisku. Té se účastnili také zástupci izraelských médií. Lapid obvinil vládu, že se snaží umlčet své kritiky.
Vláda rovněž v listopadu 2024 podpořila zákon umožňující rychlou privatizaci veřejnoprávní Izraelské vysílací společnosti (KAN). Návrh odsoudila opozice a řada médií včetně Foreign Press Association (FPA). Zákon prošel Knesetem (schváleno 49 hlasy pro, 46 proti). Zákon předložil poslanec Likudu Tally Gotliv. Ministr komunikací Šlomo Kar'i (Likud) oznámil, že „není potřeba, aby veřejnost financovala vysílání, protože na trhu existuje dostatek soukromých stanic“. FPA také připomenula, že již dříve izraelská vláda zakázala vysílání Al-Džazíry a nyní útočí na izraelská média.
Vláda si v říjnu 2024 v Knesetu schválila také věcný záměr zákona, který jí má předat dohled nad údaji o sledovanosti vysílání. Návrh zákona předložil poslanec Šalom Danino (Likud). Televizní společnosti tak nově budou mít povinnost poskytovat státní agentuře strukturovaná data o sledovanosti. Proti návrhu se vymezila generální prokurátorka Gali Baharavová-Miaraová, podle které by šlo o porušení svobody tisku a základních ústavních práv. Ministr komunikací Šlomo Kar'i (Likud) uvedl, že legislativu řídí vláda, nikoliv prokuratura.

### Zásahy v kultuře
Miki Zohar (Likud) ve funkci ministra kultury a sportu behěm války s Hamásem volal po trestání kulturních institucí vyjadřujících podporu Palestině. V prosinci 2024 se obrátil na ministra financí Becal'ela Smotriče (Náboženský sionismus), aby nepřiznával takovým organizacím dotace na jejich provoz. Šlo například o Batsheva Dance Company, taneční soubor, který během svého vystoupení s názvem Anafaza využil palestinskou vlajku (mezi čtyřiceti dalšími státními vlajkami). Dalším terčem se stalo kino Tel Aviv Cinematheque, které v rámci mezinárodního filmového festivalu Solidarity Festival promítalo filmy o lidských právech. Na programu měly být podle Zohara i filmy propagující „extremistické názory“.
Na Zoharovu ministerstvu kultury působila filmová komise, která posuzovala filmovou produkci. Tato komise například vydávala doporučení, aby kina nepromítala filmy s alternativními postoji vůči politice vlády. Kritiky vlády byla činnost komise vnímána jako cenzura. Takto byl ministerstvem odsouzen například dokumentární film 1948: Remember, Remember Not režisérky Nety Shoshani, pojednávající o izraelsko-arabské válce z roku 1948 z pohledu Židů i Arabů. Dalším kritizovaným snímkem byl dokumentární film Ramiho Younise, Lyd, který pojednával o vyhnání palestinských Arabů z města Lod během operace Danny (1948).

## Seznam členů vlády

### Ministři
Ministři vlády:
| Úřad                                                                         | Člen vlády            | Člen vlády        | Subjekt                   | Nástup do úřadu   | Odchod z úřadu    |
| ---------------------------------------------------------------------------- | --------------------- | ----------------- | ------------------------- | ----------------- | ----------------- |
| Předseda vlády                                                               | Benjamin Netanjahu    |                   | Likud                     | 29. prosince 2022 | úřadující         |
| Ministr financí                                                              | Becal'el Smotrič      |                   | Náboženský sionismus      | 29. prosince 2022 | úřadující         |
| Ministr při ministerstvu obrany                                              | Becal'el Smotrič      |                   | Náboženský sionismus      | 29. prosince 2022 | úřadující         |
| Ministr energetiky                                                           | Jisra'el Kac          |                   | Likud                     | 29. prosince 2022 | 1. ledna 2024     |
| Ministr energetiky                                                           | Eli Kohen             |                   | Likud                     | 1. ledna 2024     | úřadující         |
| Ministr obrany                                                               | Jo'av Galant          |                   | Likud                     | 29. prosince 2022 | 5. listopadu 2024 |
| Ministr obrany                                                               | Jisra'el Kac          |                   | Likud                     | 5. listopadu 2024 | úřadující         |
| Ministr národní bezpečnosti                                                  | Itamar Ben Gvir       |                   | Židovská síla             | 29. prosince 2022 | 19. ledna 2025    |
| Ministr národní bezpečnosti                                                  | Chajim Kac            |                   | Likud                     | 23. ledna 2025    | 19.března 2025    |
| Ministr národní bezpečnosti                                                  | Itamar Ben Gvir       |                   | Židovská síla             | 19.března 2025    | úřadující         |
| Ministr výstavby a bydlení                                                   | Jicchak Goldknopf     |                   | Sjednocený judaismus Tóry | 29. prosince 2022 | úřadující         |
| Ministr při úřadu předsedy vlády                                             | Jicchak Goldknopf     |                   | Sjednocený judaismus Tóry | 29. prosince 2022 | úřadující         |
| Ministr zdravotnictví                                                        | Arje Deri             |                   | Šas                       | 29. prosince 2022 | 24. ledna 2023    |
| Ministr zdravotnictví                                                        | Jo'av Ben Cur         |                   | Šas                       | 24. ledna 2023    | 19. dubna 2023    |
| Ministr zdravotnictví                                                        | Moše Arbel            |                   | Šas                       | 19. dubna 2023    | 12. října 2023    |
| Ministr zdravotnictví                                                        | Uriel Buso            |                   | Šas                       | 12. října 2023    | úřadující         |
| Ministryně ochrany životního prostředí                                       | Idit Silman           |                   | Likud                     | 29. prosince 2022 | úřadující         |
| Ministryně bez portfeje při úřadu předsedy vlády                             | Galit Distel-Atbarjan |                   | Likud                     | 29. prosince 2022 | 16. ledna 2023    |
| Ministryně informací                                                         | Galit Distel-Atbarjan | 16. ledna 2023    | Likud                     | říjen 2023        |                   |
| Ministr(yně) pro vědu, technologie a vesmír                                  | Ofir Akunis           |                   | Likud                     | 29. prosince 2022 | 18. března 2024   |
| Ministr(yně) pro vědu, technologie a vesmír                                  | Gila Gamli'el         |                   | Likud                     | 18. března 2024   | úřadující         |
| Ministr zahraničních věcí                                                    | Eli Kohen             |                   | Likud                     | 29. prosince 2022 | 1. ledna 2024     |
| Ministr zahraničních věcí                                                    | Jisra'el Kac          |                   | Likud                     | 1. ledna 2024     | 5. listopadu 2024 |
| Ministr zahraničních věcí                                                    | Gid'on Sa'ar          |                   | Nová naděje               | 5. listopadu 2024 | úřadující         |
| Ministr školství                                                             | Jo'av Kiš             |                   | Likud                     | 29. prosince 2022 | úřadující         |
| Ministr regionální spolupráce                                                | Jo'av Kiš             |                   | Likud                     | 29. prosince 2022 | 12. února 2023    |
| Ministr regionální spolupráce                                                | David Amsalem         |                   | Likud                     | 12. února 2023    | úřadující         |
| Ministr při ministerstvu školství                                            | Chajim Biton          |                   | Šas                       | 29. prosince 2022 | úřadující         |
| Ministr zemědělství a rozvoje venkova                                        | Avi Dichter           |                   | Likud                     | 29. prosince 2022 | úřadující         |
| Ministr pro Jeruzalém a židovské tradice                                     | Me'ir Poruš           |                   | Sjednocený judaismus Tóry | 22. ledna 2023    | úřadující         |
| Ministr ekonomiky a průmyslu                                                 | Nir Barkat            |                   | Likud                     | 29. prosince 2022 | úřadující         |
| Ministr(yně) zpravodajských služeb                                           | Jariv Levin           |                   | Likud                     | 29. prosince 2022 | 2. ledna 2023     |
| Ministr(yně) zpravodajských služeb                                           | Gila Gamli'el         |                   | Likud                     | 2. ledna 2023     | 13. března 2024   |
| Ministr Jeruzaléma a kulturního dědictví                                     | Amichaj Elijahu       |                   | Židovská síla             | 29. prosince 2022 | 22. ledna 2023    |
| Ministr kulturního dědictví                                                  | Amichaj Elijahu       | 22. ledna 2023    | Židovská síla             | 19. ledna 2025    |                   |
| Ministr kulturního dědictví                                                  | Chajim Kac            |                   | Likud                     | 23. ledna 2025    | 19. března 2025   |
| Ministr kulturního dědictví                                                  | Amichaj Elijahu       |                   | Židovská síla             | 19. března 2025   | úřadující         |
| Ministr spravedlnosti                                                        | Jariv Levin           |                   | Likud                     | 29. prosince 2022 | úřadující         |
| Ministryně osídlení                                                          | Orit Strook           |                   | Náboženský sionismus      | 29. prosince 2022 | úřadující         |
| Ministr bez portfeje při ministerstvu sociální péče a sociálního zabezpečení | Jo'av Ben Cur         |                   | Šas                       | 29. prosince 2022 | 30. ledna 2023    |
| Ministr práce                                                                | Jo'av Ben Cur         | 30. ledna 2023    | Šas                       | úřadující         |                   |
| Ministr imigrace a integrace                                                 | Ofir Sofer            |                   | Náboženský sionismus      | 29. prosince 2022 | úřadující         |
| Ministr rozvoje Negevu a Galileje a národní odolnosti                        | Jicchak Wasserlauf    |                   | Židovská síla             | 29. prosince 2022 | 19. ledna 2025    |
| Ministr rozvoje Negevu a Galileje a národní odolnosti                        | Chajim Kac            |                   | Likud                     | 23. ledna 2025    | 19. března 2025   |
| Ministr rozvoje Negevu a Galileje a národní odolnosti                        | Jicchak Wasserlauf    |                   | Židovská síla             | 19. března 2025   | úřadující         |
| Ministr sociální péče a sociálního zabezpečení                               | Ja'akov Margi         |                   | Šas                       | 29. prosince 2022 | úřadující         |
| Ministr vnitra                                                               | Arje Deri             |                   | Šas                       | 29. prosince 2022 | 24. ledna 2023    |
| Ministr vnitra                                                               | Micha'el Malchi'eli   |                   | Šas                       | 24. ledna 2023    | 19. dubna 2023    |
| Ministr vnitra                                                               | Moše Arbel            |                   | Šas                       | 19. dubna 2023    | úřadující         |
| Ministr náboženských služeb                                                  | Micha'el Malchi'eli   |                   | Šas                       | 29. prosince 2022 | úřadující         |
| Ministr pro sociální rovnost                                                 | Amichaj Šikli         |                   | Likud                     | 29. prosince 2022 | 1. ledna 2024     |
| Ministr pro sociální rovnost                                                 | Ma'i Golan            |                   | Likud                     | 1. ledna 2024     | úřadující         |
| Ministr diaspory                                                             | Amichaj Šikli         |                   | Likud                     | 29. prosince 2022 | úřadující         |
| Ministryně dopravy a bezpečnosti silničního provozu                          | Miri Regev            |                   | Likud                     | 29. prosince 2022 | úřadující         |
| Ministr turismu                                                              | Chajim Kac            |                   | Likud                     | 29. prosince 2022 | úřadující         |
| Ministr komunikací                                                           | Šlomo Kar'i           |                   | Likud                     | 29. prosince 2022 | úřadující         |
| Ministr kultury a sportu                                                     | Miki Zohar            |                   | Likud                     | 29. prosince 2022 | úřadující         |
| Ministr pro strategické záležitosti                                          | Ron Dermer            |                   | nestraník                 | 20. února 2023    | úřadující         |
| Ministr bez portfeje                                                         | Ron Dermer            | 29. prosince 2022 | nestraník                 | 20. února 2023    |                   |
| Ministryně bez portfeje pro úřad premiéra                                    | Ma'i Golan            |                   | Likud                     | 16. ledna 2023    | květen 2023       |

### Náměstci
| Úřad                                                         | Člen vlády      | Člen vlády | Subjekt                   | Nástup do úřadu | Odchod z úřadu |
| ------------------------------------------------------------ | --------------- | ---------- | ------------------------- | --------------- | -------------- |
| Náměstek ministra při úřadu předsedy vlády                   | Avi Ma'oz       |            | No'am                     | 4. ledna 2023   | úřadující      |
| Náměstek ministryně dopravy a bezpečnosti silničního provozu | Uri Maklev      |            | Sjednocený judaismus Tóry | 4. ledna 2023   | úřadující      |
| Náměstkyně ministra financí                                  | Michal Waldiger |            | Náboženský sionismus      | 4. ledna 2023   | úřadující      |
| Náměstek ministra zdravotnictví Náměstek ministra vnitra     | Moše Arbel      |            | Šas                       | 4. ledna 2023   | úřadující      |
| Náměstek ministra zemědělství a rozvoje venkova              | Moše Abutbul    |            | Šas                       | 4. ledna 2023   | úřadující      |
| Náměstek ministra kultury a sportu                           | Ja'akov Tesler  |            | Sjednocený judaismus Tóry | 4. ledna 2023   | úřadující      |

## Zásady a priority
Podle dohod podepsaných mezi Likudem a jednotlivými koaličními partnery a podle zveřejněných hlavních zásad nastupující vlády jsou jejími deklarovanými prioritami boj s rostoucími životními náklady, další centralizace ortodoxní kontroly nad státními židovskými službami, přijetí soudních reforem, které zahrnují zákony omezující soudní kontrolu výkonné a zákonodárné moci, rozšiřování osad na Západním břehu Jordánu a zvážení politiky anexe Západního břehu Jordánu.
Před hlasováním o důvěře nové vládě v Knesetu Netanjahu představil tři hlavní priority nové vlády; konkrétně vnitřní bezpečnost a správu země, zastavení íránského jaderného programu a rozvoj infrastruktury se zaměřením na další propojení centra země s tzv. periferií.